# Aureoline

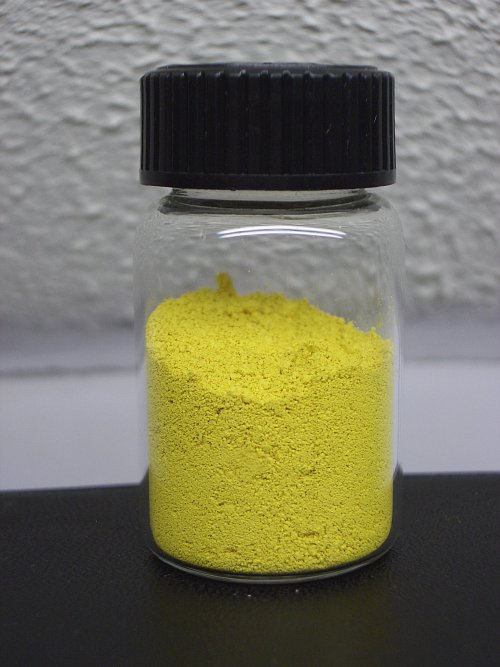
Een potje aureoline

Aureoline of Kobaltgeel is een geel anorganisch pigment, een gehydrateerd kaliumhexanitrokobaltaat(III) met de chemische formule K3[Co(NO2)6] · n H2O.

## Ontdekking en toepassing
In 1831 werd aureoline ontdekt door de Moravische scheikundige Nikolaus Wolfgang Fischer die er echter pas in 1848 speciaal over publiceerde. Het staat daarom in een meer algemene scheikundige context bekend als "Fischerszout". Kennelijk onafhankelijk daarvan ontdekte de Fransman Édouard Saint-Evre de stof in 1851 opnieuw en werd zich bewust van de toepasbaarheid als pigment; hij publiceerde hierover in 1852. Rond 1860 kwam de industriële productie op gang; het pigment wordt in 1861 vermeld in een catalogus van de verfmakers Winsor & Newton. De stof werd populair als een van de eerste lichtechte min of meer glacerende gele pigmenten en verdrong in die functie schijtgeel. Hoewel die vooral in olieverf nuttig zijn, werd aureoline voornamelijk in aquarel toegepast, in welke techniek het nog steeds gebruikt wordt. De naam "aureoline" werd in 1889 door Winsor & Newton speciaal voor hun waterverf aan kobaltgeel gegeven: het was een al bestaande kleuraanduiding voor allerlei lichte gele tinten, onder andere in haarverf. De naam is afgeleid van het Latijn aureus, "goudkleurig". Al in de loop van de late negentiende eeuw werd aureoline door organische pigmenten verdrongen, hoewel die indertijd veel minder lichtecht waren. Dat lag vooral aan de vrij hoge prijs. Die zorgde er ook voor dat buiten de schilderkunst de industriële toepassing onbelangrijk bleef.

## Fabricage
Aureoline kan worden bereid door een in salpeterzuur opgelost mengsel van kaliumnitriet en kobalt(III)oxide aan dampen van salpeterigzuur bloot te stellen, waardoor het kobaltgeel neerslaat:
{\displaystyle \mathrm {6\ KNO_{2}+Co_{2}O_{3}+6\ HNO_{2}\longrightarrow } } {\displaystyle \mathrm {2\ K_{3}{[Co(NO_{2})}_{6}]+3\ H_{2}O} }
Na de precipitatie moet de stof worden gefilterd, gewassen en gedroogd.
Historisch gezien waren er echter vele bereidingsmethoden.
De structuurformule is de volgende:

De verreweg belangrijkste moderne producent van aureoline, Blythe Colours, heeft aangegeven dat de formule van het pigment dat ze verkopen in feite van de traditionele afwijkt. Wat er geleverd wordt, zou K2Na[Co(NO2)6] · n H2O zijn, dus een dipotassium monosodium hexanitrocobalt(III).

## Eigenschappen
Aureoline is zeer lichtecht. Max Doerner heeft echter bericht dat er in de negentiende eeuw klachten waren dat bij menging met organische pigmenten, zoals cochenille en indigo, verkleuringen optraden. Dat heeft afbreuk gedaan aan de reputatie van het pigment hoewel later nooit duidelijk is geworden wat de precieze aard van het probleem zou kunnen zijn. Wellicht ging het in feite om vervalsingen van het dure echte aureoline; mengingen met cadmiumgeel en chromaatgeel werden vaak op de markt gebracht. Het kan ook zijn dat een variabele hydratering hiervoor verantwoordelijk was; dat is wellicht ook de oorzaak van een verbruining die soms gemeld wordt bij een toepassing in waterverf, in welke techniek het pigment niet door een bindmiddel geïsoleerd wordt. Aureoline is glacerend tot halfdekkend en licht bloedend. Het is matig kleurkrachtig. Ook zonder glacis is de kleur in dunne lagen goed verzadigd als een helder geel; in dikke lagen wordt de tint meer okergeel. De prijs is hoog. Aureoline lost nauwelijks in water op. Het is niet zuurbestendig. Het is niet bestendig tegen alkaliën en niet geschikt voor fresco. Aureoline werkt door de kobaltcomponent als een siccatief en de droogtijd in olieverf is daarom kort, hoewel dat effect verminderd wordt door de grote hoeveelheid olie die het pigment nodig heeft. Het is reukloos. Er is niets bekend over enige giftigheid maar die is ook niet getest. Als poeder irriteert het pigment de ogen en slijmvliezen; inslikken van het poeder leidt tot kokhalzen en een plotse verlaging van de bloeddruk. In de Colour Index is het het PY40.